# Lasar Segall
Lasar Segall (Vilnius, 1891. július 21. – São Paulo, 1957. augusztus 2.) litvániai zsidó származású brazil festőművész és szobrász. Unokaöccse a zenész Bernardo Segall.
São Pauló-i házában működik ma a Museu Lasar Segall.